# 得津晶
得津 晶（とくつ あきら、1980年 - ）は、日本の法学者。専門は商法。
一橋大学大学院法学研究科教授。

## 経歴
- 2004年、東京大学法学部卒業。2004年、東京大学大学院法学政治学研究科助手（学士助手）。
- 2007年、北海道大学大学院法学研究科准教授。2014年、東北大学大学院法学研究科准教授。
- 2020年、東北大学大学院法学研究科教授。2022年、一橋大学大学院法学研究科教授。

## 主要著作
- 「ガバナンスをめぐるパラドクシカルな状況〔法律時評〕」法律時報 90(13(1132)) 1-3 2018年12月
- 「仮想通貨の消費者被害と法的問題」現代消費者法 (42) 19-31 2019年3月  招待有り
- 「「おひとりさま」社会における生命保険の可能性 」生命保険論集 (206) 23-51 2019年3月
- 「利益相反取引の条文の読み方・教え方 」東北ローレビュー (6) 1-23 2019年3月
- 「会社分割と詐害行為取消権・再訪（会社法判例――より深く学ぶ， 考える）最判平成 24・10・12民集66巻10号3311頁」法学教室 (463) 98-104 2019年4月  招待有り
- 「監督型董事会和股東代表訴訟的将来（訳：段磊〔中国語〕）（モニタリングボードと株主代表訴訟制度の将来） 」中日民商法研究 18 297-322 2019年8月
- 「Do Corporate Law Reforms Increase Profitability?: the Japanese Context」Zeitschrift für Japanisches Recht 24(48) 111-126 2019年11月  招待有り
- 「Shareholder Activism in Japan: Chick Sexing or Tautology? 」Holger Fleischer, Hideki Kanda, Kon Sik Kim and Peter Mülbert eds., German and East Asian Perspectives on Corporate and Capital Market Law: Investors versus Companies, (Mohr Siebeck) 35-44 2019年12月
- 「カオナシの民法学：公共政策大学院で「民法」を学ぶ意義 」東北ローレビュー (7) 138-188 2020年3月31日  筆頭著者
- 「フィンテック・電子決済・暗号通貨」法学セミナー (785) 52-59 2020年6月1日  筆頭著者
- 「企業における行動学的転回（behavioral turn）と消費者取引規制の在り方」法律時報 92(8) 116-121 2020年7月1日
- 「The ‘Independence Day’ of Payments Law? Fintech’s Impact on Financial Regulation in Japan」Mark Fenwick, Steven Van Utysel, and Bi Ying eds., Regulating FinTech in Asia—Global Context, Local Perspectives (Springer) 139-162 2020年7月29日
- 「裁判例の中の吸収説 東北ローレビュー 」8(1) 1-21 2020年11月
- 「権利付きトークンの私法上の地位―論点整理のために（上）」NBL (1182) 14-22 2020年11月
- 「権利付きトークンの私法上の地位―論点整理のために（中）」 NBL (1183) 23-31 2020年12月1日
- 「権利付きトークンの私法上の地位―論点整理のために（下）」 NBL (1184) 40-46 2020年12月15日
- 「傷害保険の外来性と疾病免責条項の要件事実―判例法理の内在的理解の整理をめざして」生命保険論集 生命保険論集 (213) 49-83 2020年12月20日
- 「保険販売規制への行動経済学の取り込み・序：欧州の経験から 」生命保険論集 (214) 125-142 2021年3月
- 特集 「会社法バトルロイヤル : 会社法学に「論争」は起こるのか」法律時報 93(9 (1167)) 7-9 2021年8月1日
- 「モニタリングボードと株主代表訴訟制度の将来」民商法雑誌 157(5) 953-973 2021年12月15日